# La musica non c'è
La musica non c'è è un singolo del cantante italiano Coez, pubblicato il 22 settembre 2017 come quinto estratto dal quarto album in studio Faccio un casino.

## Descrizione
La musica del brano è stata composta da Niccolò Contessa de I Cani, il quale ha ripreso la melodia del singolo Oroscopo di Calcutta. Il testo, invece, è interamente opera di Coez.
La cover di questo singolo è stata interpretata da alcuni ragazzi di alcune edizioni del talent show Amici di Maria De Filippi.

## Video musicale
Il video, diretto dagli YouNuts! e girato a Berlino, è stato reso disponibile il 26 settembre 2017 attraverso il canale YouTube del cantante.

## Classifiche

### Classifiche settimanali
| Classifica (2017) | Posizione massima |
| ----------------- | ----------------- |
| Italia            | 1                 |

### Classifiche di fine anno
| Classifica (2017) | Posizione |
| ----------------- | --------- |
| Italia            | 8         |
| Classifica (2019) | Posizione |
| Italia            | 95        |
| Classifica (2024) | Posizione |
| Italia            | 91        |